# Улькенколь (озеро, Мендыгаринский район)
Улькенколь (каз. Үлкенкөл) — озеро в Мендыкаринском районе Костанайской области Казахстана. Находится в 4 км к югу от села Балыкты.
По данным топографической съёмки 1959 года, площадь поверхности озера составляет 1,26 км². Наибольшая длина озера — 1,9 км, наибольшая ширина — 1,1 км. Длина береговой линии составляет 4,8 км, развитие береговой линии — 1,2. Озеро расположено на высоте 173,1 м над уровнем моря.